# Tom Holliston
Tom Holliston (Victoria, 21 april 1960) is een Canadees gitarist, die bekend is als gitarist van onder andere NoMeansNo en Hanson Brothers. Bij de Hanson Brothers is zijn bijnaam Tommie Hanson. Ook speelde hij bij de Showbusiness Giants en nam drie soloplaten op. Holliston speelt linkshandig gitaar.
Omdat Holliston astmatisch is, heeft hij overwogen te stoppen met spelen, omdat het spelen in rokerige zalen niet altijd even makkelijk was. Mede dankzij het recente antirookbeleid in Europa en de Verenigde Staten toert hij nog steeds met NoMeansNo en met de Hanson Brothers.
Holliston komt uit een muzikale familie, zijn broer is concertpianist.

## Solo Discografie
- Tom Holliston and His Opportunists 2002
- I Want You To Twist With Me 2003
- Boy in Tub; Rabbit 2005